# NGC 2418
NGC 2418 est une galaxie elliptique située dans la constellation des Gémeaux. NGC 2418 a été découverte par l'astronome français Édouard Stephan en 1874.

## Caractéristiques
Sa vitesse par rapport au fond diffus cosmologique est de 5 230 ± 14 km/s, ce qui correspond à une distance de Hubble de 77,1 ± 5,4 Mpc (∼251 millions d'al).
À ce jour, une mesure non basée sur le décalage vers le rouge (redshift) donne une distance d'environ 74,100 Mpc (∼242 millions d'al). Cette valeur est à l'intérieur des valeurs de la distance de Hubble.
Cette galaxie exhibe une déformation bien visible au nord-ouest. C'est pour cette raison qu'elle est la 165e entrée du catalogue de Halton Arp.